# Umi (Fukuoka)
Pour les articles homonymes, voir Umi.
Umi (宇美町, Umi-machi) est un bourg du district de Kasuya, dans la préfecture de Fukuoka, au Japon.

## Géographie

### Démographie
Au 1er août 2014, la population d'Umi s'élevait à 38 349 habitants répartis sur une superficie de 30,22 km2.